# Botanischer Garten der Universität Basel

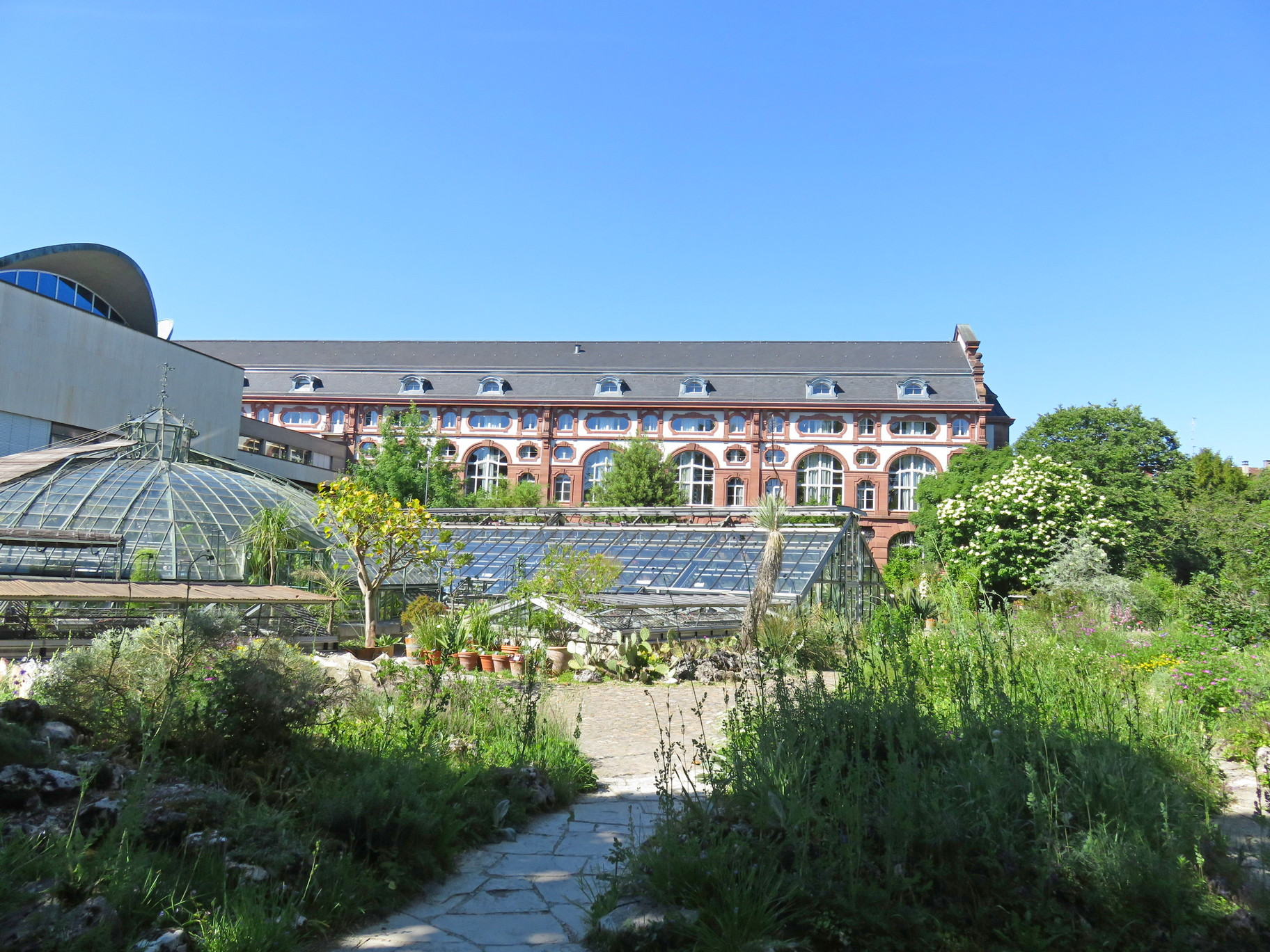
Botanische tuin van Bazel

De Botanischer Garten der Universität Basel is de botanische tuin van de Universiteit van Bazel. Het is een oude botanische tuin, waarvan de geschiedenis minstens teruggaat tot 1589. Sinds de aanleg van de eerste "hortus medicus" is de tuin verschillende keren verplaatst, voor het laatst in 1896, toen de tuin zijn huidige plaats bij de Spalentor kreeg.
De collectie omvat 7.000 tot 8.000 taxa.
De tuin is het gehele jaar alle dagen van het jaar tijdens de openingstijden vrij toegankelijk. De botanische tuin van de Universiteit van Bazel heeft een rol in onderzoek, studie, en bescherming, maar dient voor een groot publiek ook als groene oase, midden in de stad.

## Ligging

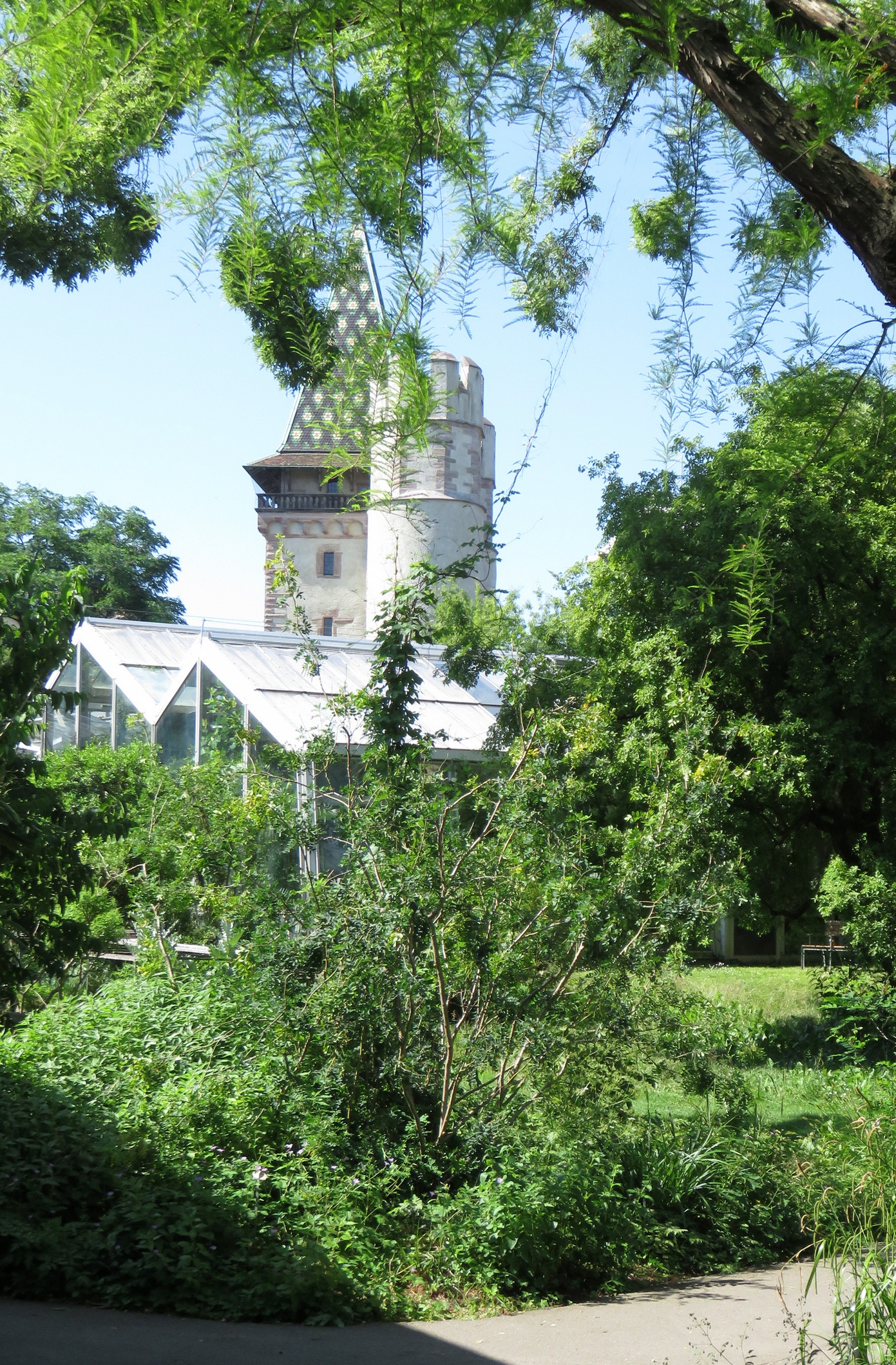
Spalentor gezien vanuit de tuin

De botanische tuin van de Universiteit Bazel ligt midden in de stad, aan de rand van de Altstadt en heeft een oppervlakte van ongeveer 8000 m².
In de tuin bevinden verschillende kassen;  de oppervlakte onder glas is 1770 m².
De tuin ligt in de onmiddellijke nabijheid van de Spalentor. Aan de oostzijde ligt de Petersplatz (hier is ook een tweede ingang). Aan de westzijde ligt langs de Schönbeinstrasse het Botanisch Institut, en aan de noordkant bevindt zich de bibliotheek van de Universiteit van Bazel.
De tuin ligt op een hoogte van 275 m. boven zeeniveau.

## Geschiedenis
In 1460 werd de Universiteit van Bazel opgericht. Vanaf 1859 was Gaspard Bauhin de eerste hoogleraar Anatomie en Botanie aan de universiteit. In de winter lag de nadruk op sectie op lijken; in de zomer kregen de (geneeskrachtige) planten de aandacht. Bauhin legde de eerste hortus medicus aan, aan de "Rheinsprung". Ruim honderd jaar later verhuisde de tuin naar de kloostertuin bij de Predigerkirche. Van 1692 tot 1836 zou de tuin hier gehuisvest zijn. In 1836 werd de eerste hoogleraar botanie in Bazel benoemd: Karl Friedrich Meissner. Hij was verantwoordelijk voor de verplaatsing van de botanische tuin naar de Aeschenplatz.
In 1896 kreeg de tuin zijn huidige plaats. Het kerkhof bij de Spalentor werd opgeheven en op dit terrein konden het botanische instituut van de universiteit en de botanische tuin terecht.
De tuin werd aangelegd in de jaren 1896-1898. In dezelfde tijd werd ook de ronde Victoria-kas gebouwd. In juli 1898 werd de nieuwe tuin geopend.
Sindsdien moest een deel van de tuin worden opgegeven vanwege de uitbreiding van de aangrenzende universiteitsbibliotheek: in 1962 werd de oude palmenkas afgebroken. In de plaats daarvan werd in 1964 een nieuwe tropische kas gebouwd.
Toen de honderdste verjaardag van de Victoria-kas naderbij kwam, werd ook de restauratie van het gebouw een aandachtspunt. "Een hele kas voor één waterplant", kon dat eigenlijk wel? Men was het erover eens dat het moest.Vermoedelijk  is dit de laatste glazen koepel in zijn soort in Midden-Europa. Dankzij financiële steun van de Christoph-Merian-Stiftung kon de kas op 1 juni 1996 na een grondige verbouwing worden heropend. En al is de Victoria regia dan de koningin onder de waterlelies, ze bewoont haar glazen paleis niet alleen. Er groeien nog meer dan honderd andere soorten waterplanten in de kas.
De tropische kas dateert uit 1967.

## Collecties

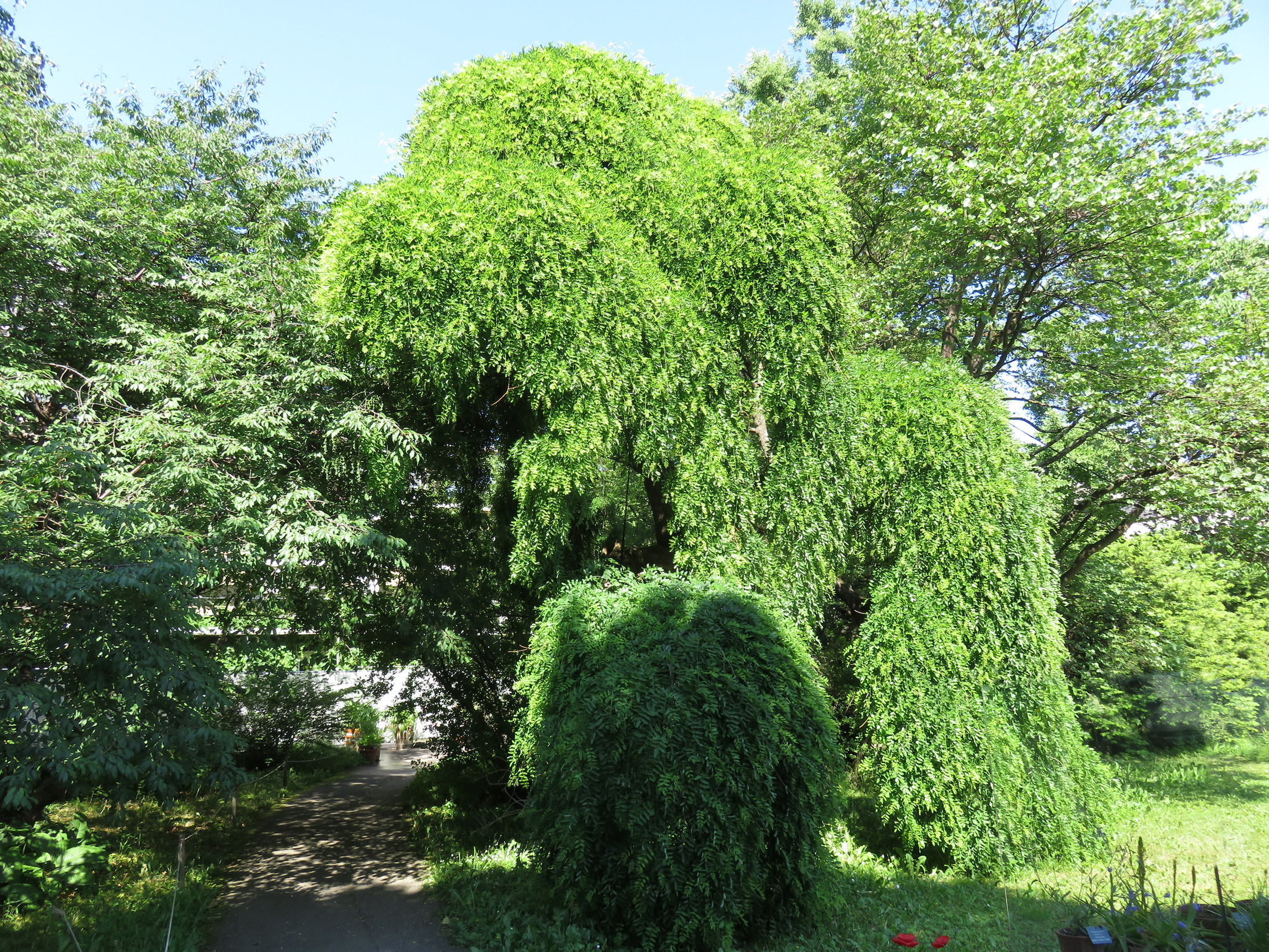
Sophora japonica 'Pendula' staat vanaf de hoofdingang gezien links

Thematische zwaartepunten van de botanische tuin van de Universiteit van Bazel zijn: de tropische kas, de Victoria-kas, de succulenten-collectie in de succulenten-kas, de tropische orchideeën Orchidaceae, de aronskelken Araceae, vleesetende planten, oranjerieplanten (in de oranjerie, het "Kalthaus"), een systematische collectie, een rotstuin, akkeronkruiden en een houtcollectie.
Er zijn vier kassen voor het publiek toegankelijk:
- de tropische kas
- de Victoria-kas
- de succulenten-kas
- de Oranjerie (das Kalthaus), met kuipplanten, waarvan een groot deel in de zomer naar buiten gaat. In de zomer wordt de temperatuur op 28 °C gehouden, met een hoge luchtvochtigheid. Dan komen de Amorphophallus-soorten tot bloei.[9]

## Muurhagedis
In de botanische tuin komt een populatie muurhagedissen voor.